# Институт Чарльза Бэббиджа
Институт Чарльза Бэббиджа (англ. Charles Babbage Institute) — исследовательский центр Миннесотского университета, специализирующийся на истории информационных технологий, в частности истории цифровых компьютеров, программирования, программного обеспечения и сетей с 1935 года. Институт назван в честь Чарльза Бэббиджа — английского изобретателя XIX века, создавшего первый программируемый компьютер. Институт располагается в здании Elmer L. Andersen Hall на территории библиотеки Миннесотского Университета в Миннеаполисе (штат Миннесота).

## Деятельность
В дополнение к хранению важных исторических архивов как в бумажной, так и в электронной форме, персонал историков и архивных работников проводит исторические и архивные исследования и публикует их результаты, способствуя изучению истории информационных технологий в международном масштабе. Институт также выполняет и поощряет исследования в областях, связанных с изучением истории (например, методы работы с архивами); для этого он предоставляет стипендии аспирантам и гранты, проводит конференции и семинары, принимает участие в общественных мероприятиях. 
Для исследователей Институт предоставляет обширную коллекцию устных интервью, более 400 общим числом. Устные интервью с важными фигурами в области информационных технологий проводились персоналом Института и сотрудничающими корреспондентам. Из-за отсутствия письменной информации о создании первых компьютеров, устные интервью являются ценными документами. Один из авторов назвал собрание устных интервью "бесценным источником сведений для любого историка, занимающегося историей компьютеров". Большинство устных интервью перенесены на бумагу и доступны онлайн.
В архивах Института хранятся манускрипты, записи профессиональных ассоциаций, деловые бумаги компьютерных компаний (включая Burroughs и Control Data Corporation среди прочих), профессиональные публикации, периодические издания, руководства и рекламная литература по многим старым компьютерам, фото- и кино-материалы, и разнообразные справочники.

## Архивы
В Институте хранятся архивы многих известных личностей в области вычислительной техники:

| - Walter L. Anderson - - Isaac L. Auerbach - - Чарльз Бахман - - Edmund Berkeley - - Gertrude Blanch - Архивная копия от 30 мая 2020 на Wayback Machine - John Day - - Wallace John Eckert - - Margaret R. Fox - Архивная копия от 14 апреля 2020 на Wayback Machine - Bruce Gilchrist - - George Glaser - | - Martin A. Goetz - - Carl Hammer - - Frances E. Holberton - - Cuthbert Hurd - - Brian Kahin - - Bryan S. Kocher - - Mark P. McCahill - - Daniel D. McCracken - - Alex McKenzie - - Carl Machover - | - Michael Mahoney - - Calvin N. Mooers - - William C. Norris - - Donn B. Parker - - Alan J. Perlis - Архивная копия от 23 января 2020 на Wayback Machine - Robert M. Price - - Claire K. Schultz - - Keith Uncapher - - Willis Ware - - Конрад Цузе - |

## История
Институт был основан в 1978 году Эрвином Томашем (Erwin Tomash) и его единомышленниками как Международное общество Чарльза Бэббиджа. Центр общества располагался в г.Паоло-Альто, шт.Калифорния.
В 1979 году Американская федерация обществ обработки информации (American Federation of Information Processing Societies (AFIPS)) стала главным спонсором Общества и переименовало его в Институт Чарльза Бэббиджа.
В 1980 году Институт переехал в Миннесотский Университет, который подписал с Институтом договор о спонсорстве и предоставлении помещения. В 1989 году Институт стал исследовательской организацией в составе Университета.